# Geweistaf

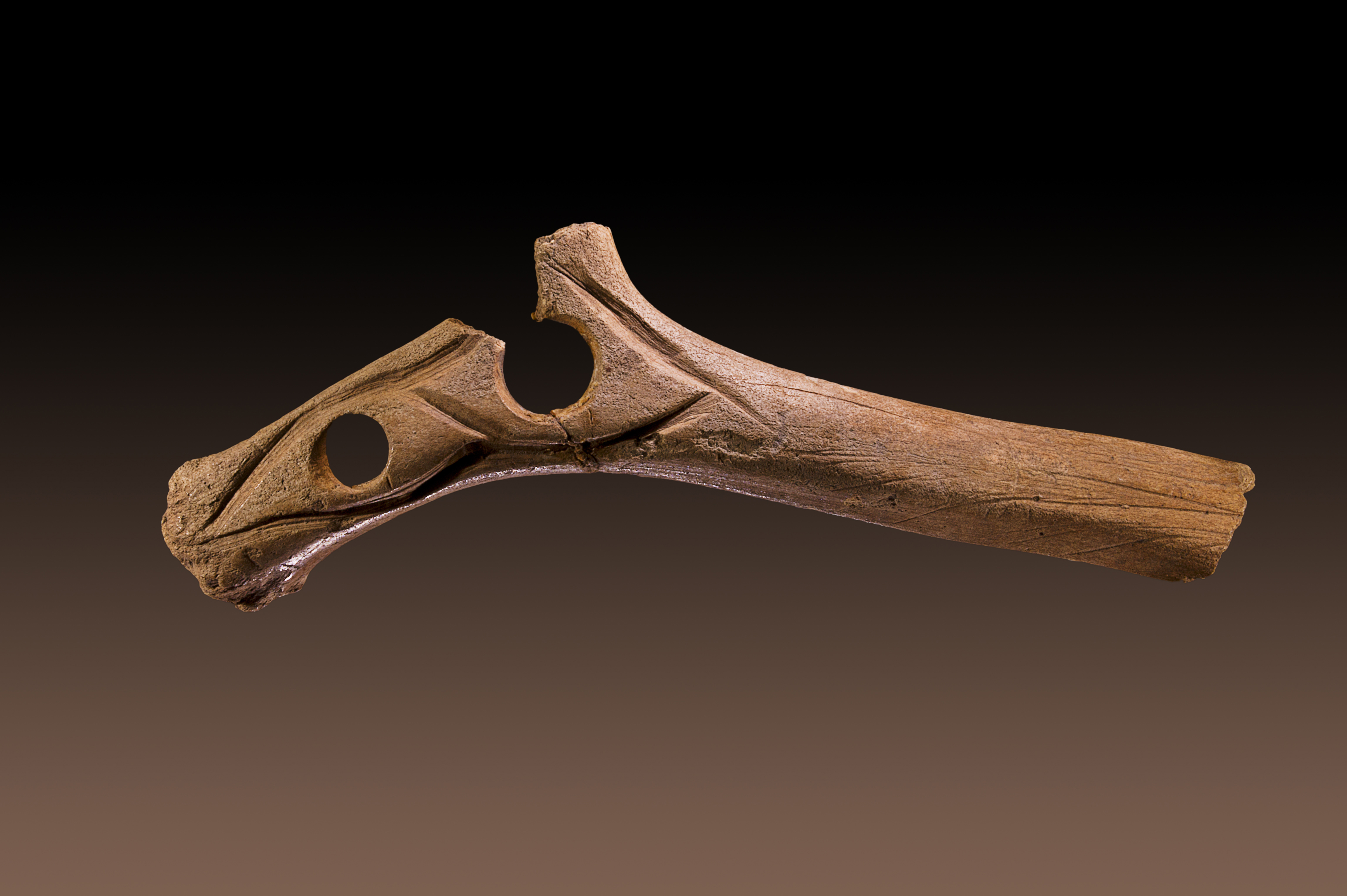
Een geweistaf uit het Magdalénien

Een geweistaf (ook bekend onder de Franse benamingen bâton percé, "doorboorde staf" of bâton de commandement, "commandostaf") is een in het Laat-paleolithicum en Mesolithicum van West-, Midden- en Oost-Europa veel voorkomend archeogisch artefact van rendiergewei, hertengewei of in enkele gevallen mammoetivoor. De meeste van deze voorwerpen zijn afkomstig uit het Magdalénien van Zuid-Frankrijk.
De functie is nog steeds controversieel. Een overzichtsartikel uit 2001 komt tot 38 voorgestelde hypothesen. Vermoedelijk ging het om een werktuig om touw mee te maken.

## Materiaal en decoratie

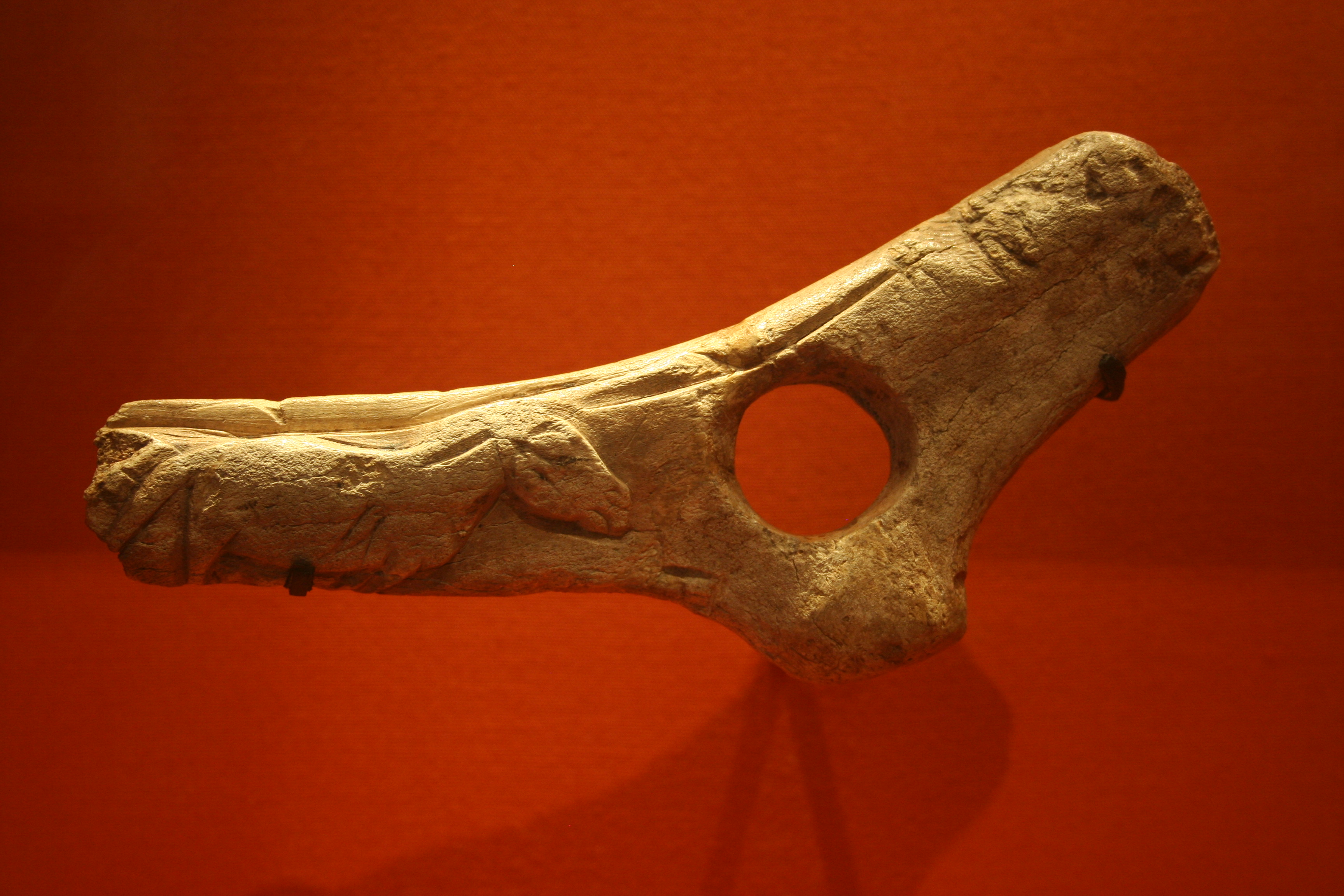
Geweistaf met afbeelding van een paard

Geweistaven zijn meestal vervaardigd uit de geweien van rendieren of edelherten, in enkele gevallen uit het ivoor van de wolharige mammoet. Het gewei werd bij de afsplitsing van een end aan beide zijden  afgezaagd en bij de splitsing doorboord. Soms werd nog een tweede gat geboord. Het oppervlak is vaak glad gemaakt en in veel gevallen versierd met geometrische of figuratieve ingesneden lijnen. Vanwege de vaak complexe afbeeldingen zijn geweistaven belangrijke vormen van de laat-steentijdkunst. De techniek van het graveren is uit deze periode ook in de vorm van rotstekeningen bekend.
De vroegste, meestal onversierde geweistaven zijn afkomstig uit het Aurignacien. Deze omvatten o.a. de geweistaven van mammoetivoor uit de Duitse vindplaatsen Vogelherdhöhle en Geißenklösterle.
Uit het Gravettien zijn er onversierde geweistaven, zoals van de Brillenhöhle en Hohle Fels vindplaatsen, maar ook met de eerste oppervlakkige inkervingen. De versiering bestaat uit eenvoudige geometrische patronen, zoals lijnen, kruisjes of zigzagbanden.
Pas vanaf het vroege Proto-Magdalenien in Zuid-Frankrijk vindt men figuratieve motieven op de geweistaven. Een voorbeeld is de geweistaf van Laugerie Haute met de afbeelding van twee tegenovergestelde mammoeten. In het begin van het Magdalenien werden de geweistaven meestal versierd met ruw gesneden dierenkoppen, maar ook met eenvoudige lineaire decoraties. Hieruit ontwikkelde zich geleidelijk een meer realistische en steeds complexere versieringsstijl. Een bekend voorbeeld hiervan is de fallische afbeelding op de geweistaf van de Gorge d'Enfer of het fragment van een geweistaf uit de grot van Isturits met het reliëf van een bizonkop, die met een vergelijkbare voorstelling uit de grotten van Niaux verbonden kan worden.
Onder de onderwerpen die het vaakst afgebeeld werden behoren het paard, vissen en diverse haakvormige tekens. Daarnaast worden ook menselijke figuren afgebeeld. Een dergelijk object werd ontdekt in Saint-Marcel. Het toont een mannelijk persoon die door het geboorde gat in twee helften wordt gedeeld. Een groot deel van de geweistaven is versierd met mannelijke motieven, en de geweistaven hebben vaak zelf de vorm van een fallus.
Naast de speerwerper is de geweistaf een van de karakteristieke Magdalenien-instrumenten.
Een zeldzame Noord-Amerikaanse vondst is de geweistaf uit mammoetbot gevonden in een vindplaats van de Cloviscultuur bij Murray Springs in Arizona.
Uit het Mesolithicum zijn er een aantal geweistaven uit edelhertengeweien bekend.

## Doel
Het doel van de geweistaven is onduidelijk. Terwijl de eerste beschrijvingen van een louter ceremoniële functie uitgingen, gaat men er tegenwoordig van uit dat de staven een praktisch nut dienden.
Een mogelijkheid is de vervaardiging van speren of pijlen, waarbij met vuur of stoom verwarmde kromme geweien of stokken door middel van hefboomwerking recht gemaakt werden.
Andere voorgestelde mogelijkheden zijn als instrument voor het met behulp van olie elastisch maken van riemen, het gebruik als tentharingen of als kledingsspeld.
Een enigszins controversiële duiding is het gebruik van geweistaven als mondknevel om onhandelbare dieren te pacificeren. Hierbij zou een koord door het gat en door de bek van het dier getrokken worden. Bij aanstrekken vernauwt het snoer en veroorzaakt het dier pijn. Dergelijke knevels of pramen worden tegenwoordig nog steeds gebruikt. Grootte en vorm van de geweistaven komen overeen met moderne exemplaren. De gaten zijn soms doorbroken op plaatsen waar men dit bij een dergelijk gebruik zou verwachten. Op de staven vindt men veel tekeningen van paarden en rendieren, meestal alleen het hoofd van de dieren. Sommige van deze voorstellingen tonen ornamenten bij de bek, die kunnen worden geïnterpreteerd als een mondknevel. Vermoedelijk werden in het Magdalenien riemen van hennep, bast, dierlijke pezen, leer of bont als lussen gebruikt. Indien deze interpretatie juist is, zou de geweistaf het eerste bewijs van veehouderij zijn.
Ook wordt de geweistaf wel als een vorm van speerwerper geïnterpreteerd. Dit zou betekenen dat al in het Aurignacien de eerste speerwerpers in de vorm van geweistaven in gebruik waren. Ook de Eskimo's gebruiken doorboorde instrumenten om de worpafstand te vergroten, maar volgens experimenten lijken de prehistorische geweistaven door hun materiaal en vorm beter geschikt te zijn voor de jacht.